# Amàlia Tineo i Gil
Amàlia Tineo i Gil (Navarra, 22 de julio de 1909 – Barcelona, 22 de enero de 2007) fue una intelectual y profesora catalana.

## Biografía
De origen navarro, se trasladará muy joven a Barcelona. Tras terminar los estudios de Magisterio, ingresó en la Universidad de Barcelona el curso 1929-1930 para estudiar Filosofía, donde coincidió con Salvador Espriu, Mercè Montañola, Bartomeu Rosselló-Pòrcel y Dolors Solà y Creus. En 1933 todos ellos formaron parte del proyecto educativo que supuso el Crucero Universitario por el Mediterráneo de estudiantes de Madrid y Barcelona, donde construyeron una sólida amistad. En 1949, Salvador Espriu le dedicó su libro Las canciones de Ariadna y años después le confió su correspondencia y otra documentación. Culminó sus estudios de Filosofía, con premio extraordinario,  en julio de 1934, tras los cual solicitó la realización de la tesis doctoral La intuición en Husserl, dirigida por Joaquim Xirau. 
Se considera la figura de Amalia Tineo como una de las primeras mujeres que estudió y enseñó Filosofía en la Universidad de Barcelona y su paso por esta universidad marcó su vida personal e intelectual.
Después de la Guerra Civil y en condiciones de exilio interior fue con sus amigas Eulalia Presas y Plana y Carmina Pleyan un símbolo de la liberación de la mujer en los años republicanos. Profesora de Filosofía en la Sección de enseñanza media española del Liceo Francés de Barcelona desde el primer momento, fue cofundadora de la Escuela Aula con Pere Ribera y Jordi Sarsanedas.
Falleció en Barcelona el 22 de enero de 2007.